# الرملة (قرطبة)
بلدية الرملة أو لا رمبلة (بالإسبانية: La Rambla)‏، هي إحدى بلديات مقاطعة قرطبة إحدى مقاطعات إسبانيا، و التي تقع في منطقة الأندلس جنوب إسبانيا.
يبلغ عدد سكانها 7.444 نسمة وفقاً لإحصائية سنة (2007).

## أعلام
- أليخاندرو ليروكس
- ألفونسو كابللو